# Ministerul Energiei (România)
Ministerul Energiei este unul din ministerele care fac parte din Guvernul României. Ministerul Energiei, funcționează ca organ de specialitate al administrației publice centrale, în subordinea Guvernului României, care aplică strategia și Programul de guvernare în domeniul energetic și al resurselor energetice, care aplică strategia și Programul de guvernare în domeniile producției, transportului, distribuției și furnizări energiei electrice și termice, inclusiv a energiei din surse regenerabile/verzii, hidrogen sau alte surse alternative/neconvenționale de energie, în domeniul exploatării, procesării, transportului, distribuției și valorificării resurselor minerale energetice/hidrocarburi, on-shore sau off-shore cărbune, uraniu, petrol și gaze naturale și derivate ale acestora, în domeniul nuclear civil al gestionării deșeurilor radioactive și al managementului apei grele, în domeniul întreținerii și verificărilor tehnice periodice al echipamentelor energetice, în domeniul eficienței energetice și al pactului ecologic „Pactul Ecologic European”, în concordanță cu cerințele economiei de piață și pentru stimularea inițiativei operatorilor economici.